# Elisabeth Baumgartner
Œuvres principales
D'Lindouere (1936)
Pour les articles homonymes, voir Baumgartner.
Elisabeth Baumgartner, née le 25 mars 1889 à Trub et morte le 7 mai 1957 à Langnau, est un écrivain suisse d'expression bernoise et allemande.
Elle est l'auteur de pièces de théâtre, de récits et de pièces radiophoniques.

## Biographie

### Origines et famille
Elisabeth Baumgartner naît Elisabeth Siegenthaler le 25 mars 1889 à Trub, dans l'Emmental bernois. Elle est originaire du même lieu. Son père, Johann Siegenthaler, est agriculteur. Elle est l'aînée de cinq enfants.
Elle épouse Christian Baumgartner, également agriculteur, en 1909, avec qui elle a six enfants.

### Vie et activités
Elle est agricultrice sa vie durant, mais se passionne dès sa jeunesse pour l'écriture. Elle collabore à plusieurs journaux, publiant d'abord sous le pseudonyme Änneli aus dem Ämmital.

### Écriture
Elle est l'auteur de quatre pièces de théâtre, qui traitent en général de sujets tirés de Jeremias Gotthelf mais sous un angle idyllique et anecdotique et avec une « pointe de douce ironie », dans une « langue savoureuse, truffée d'expressions du cru ». 
Elle est aussi l'auteur de pièces radiophoniques et de deux volumes de récit.

### Mort
Elle meurt d'une grave maladie le 7 mai 1957, à l'âge de 68 ans, à l'hôpital de Langnau.

## Distinctions
- 1936 : prix Gfeller-Rindlisbacher du Berner Heimatschutztheater[9], décerné annuellement à une pièce en dialecte suisse alémanique[10] pour D'Lindouere
- 1944 : prix de Radio Bern (de) pour Heilige Abe
- 1946 : prix de littérature de la ville de Berne (de)[11]
- 1948 : prix du Berner Heimatschutz pour Peter der Naar[12]
- 1950 : prix de littérature de la ville de Berne[13]

## Œuvres

### Pièces de théâtre
- (gsw) D'Lindouere, 1936[14]
- (de) Peter der Naar : Schauspiel in vier Akten aus der Zeit der Reformation im Emmental, Berne, A. Francke, 1948, 81 p.
- (gsw) Ueli der Chnächt : Berndeutsches Spiel in vier Akten, frei nach Gotthelf, Trub, autoédité, 1937, 70 p.
- (de) Ueli der Pächter : Ein Spiel in fünf Bildern frei nach Gotthelf, Berne, A. Francke, 1954, 59 p.

### Pièces radiophoniques
- Heilige Abe, prix de Radio Bern (de) en 1944[15]

### Récits
- (gsw) Chnöpf u Blüeschtli, Berne, A. Francke, 1948, 113 p.
- (gsw) Chlynni Wält, Berne, A. Francke, 1951, 117 p. (réédité en 1991[1])
- (gsw) No meh Bärner Gschichte, Berne, Alfred Scherz, 1953